# おぱんちゅうさぎ
おぱんちゅうさぎは、イラストレーターの可哀想に!が手掛けるキャラクター。

## 概要
青リボンと白パンツ一丁のピンクのうさぎ。常に涙目。誕生日は8月2日（パンツの日）。
様々なことを頑張って行おうとするが、ことごとく裏目に出て報われない。例: 高齢者の荷物を持ってあげたら意外に重くて苦渋の表情を浮かべるなど。その「不憫かわいい」姿がZ世代を中心に人気となっている。
2022年1月、Twitterとインスタグラムにアカウントを開設。イラストや短編漫画、ショート動画を配信。2024年3月、全編描き下ろしの初書籍『おぱんちゅうさぎ』をKADOKAWAより刊行。
ロート製薬の便秘薬「ミルマグ」のテレビCMをはじめ、他社とのコラボも多い。「おぱんちゅうさぎ展」（東京・大阪・広島・仙台を巡回）、「おぱんちゅ食堂」（東京・大阪・名古屋・仙台を巡回）などのイベントも開催されている。韓国でポップアップショップが開かれるなど海外進出もしている。
2024年10月には伊藤忠商事が日本と韓国を除くアジア地域、2025年5月には同社が北米地域（アメリカとカナダ）での本キャラクターの商品化する権利をそれぞれ取得している。

## 受賞
- 2022年12月 「2022年SNSトレンド番付」（SNSトレンドマーケティング協会主催）ランクイン[12]
- 2023年6月 「JC・JK流行語大賞2023上半期モノ部門」（株式会社AMF主催）第3位[13]
- 2023年11月 「ティーンが選ぶトレンドランキング2023年モノ部門」（マイナビティーンズ主催）第2位[14]
- 2023年12月 「女子中高生2023年トレンド調査 2023年に流行ったキャラクターランキング」（GMOメディア主催）第1位[15]

## 書籍
- 可哀想に!『おぱんちゅうさぎ』KADOKAWA、2024年3月、ISBN 978-4046822161

## その他
- んぽちゃむ - おぱんちゅうさぎと同じ可哀想に!によるキャラクター。
- ちいかわ - 同時期にイラストレーターのナガノが制作したキャラクター[1]。